# Остров (комуна, Констанца)
Остров (рум. Ostrov) — комуна у повіті Констанца в Румунії. До складу комуни входять такі села (дані про населення за 2002 рік):
- Алмелеу (998 осіб)
- Буджак (263 особи)
- Галіца (722 особи)
- Гирліца (375 осіб)
- Есекіой (312 осіб)
- Остров (2929 осіб) — адміністративний центр комуни

Комуна розташована на відстані 107 км на схід від Бухареста, 101 км на захід від Констанци.

## Населення
За даними перепису населення 2002 року у комуні проживали 5599 осіб.
Національний склад населення комуни:
| Національність   | Кількість осіб | Відсоток |
| ---------------- | -------------- | -------- |
| румуни           | 5545           | 99,0%    |
| турки            | 42             | 0,8%     |
| цигани           | 7              | 0,1%     |
| болгари          | 2              | < 0,1%   |
| угорці           | 1              | < 0,1%   |
| росіяни-липовани | 1              | < 0,1%   |
| татари           | 1              | < 0,1%   |

Рідною мовою назвали:
| Мова      | Кількість осіб | Відсоток |
| --------- | -------------- | -------- |
| румунська | 5549           | 99,1%    |
| турецька  | 42             | 0,8%     |
| циганська | 6              | 0,1%     |
| російська | 1              | < 0,1%   |
| татарська | 1              | < 0,1%   |

Склад населення комуни за віросповіданням:
| Релігія       | Кількість осіб | Відсоток |
| ------------- | -------------- | -------- |
| православні   | 5563           | 99,4%    |
| мусульмани    | 29             | 0,5%     |
| п'ятдесятники | 2              | < 0,1%   |
| адвентисти    | 2              | < 0,1%   |
| римо-католики | 1              | < 0,1%   |
| реформати     | 1              | < 0,1%   |
| атеїсти       | 1              | < 0,1%   |

## Зовнішні посилання
- Дані про комуну Остров на сайті Ghidul Primăriilor